# Hannys Objekt

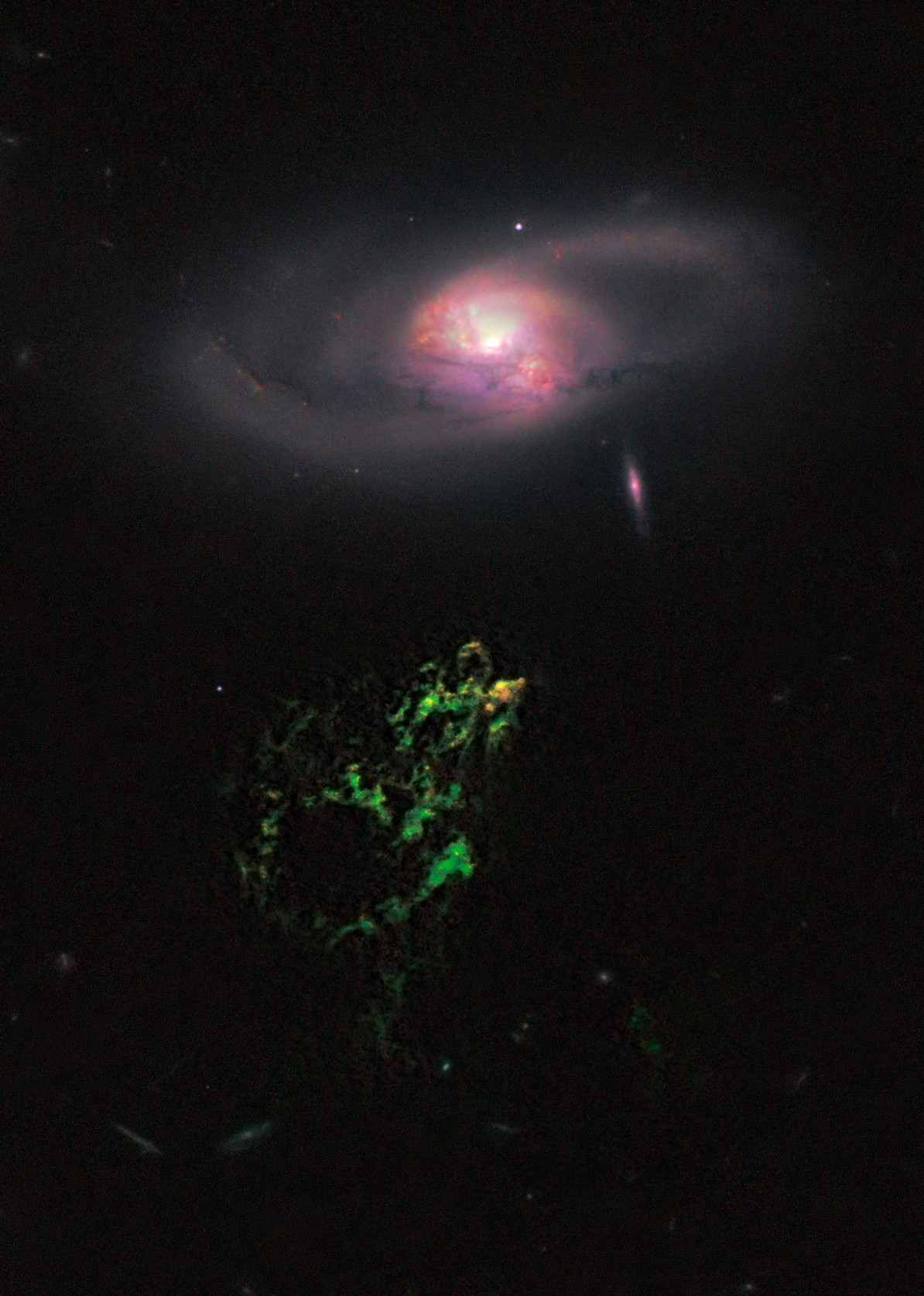
Hanny's Voorwerp (grünlich) und IC 2497 (Spiralgalaxie). Das Bild wurde von der WFC3 des HST aufgenommen.

Hanny's Voorwerp (Hannys Objekt), Katalog-Bezeichnung SDSS J094103.80+344334.2, ist ein astronomisches Objekt, das zur Zeit seiner Entdeckung unbekannter Natur war. Es wurde im Jahr 2007 durch die niederländische Lehrerin Hanny van Arkel entdeckt, während sie als astronomische Amateurin am Projekt Galaxy Zoo teilnahm. Auf Aufnahmen zeigt es sich als heller Klecks nahe der Spiralgalaxie IC 2497 im Sternbild Kleiner Löwe.

## Beschreibung

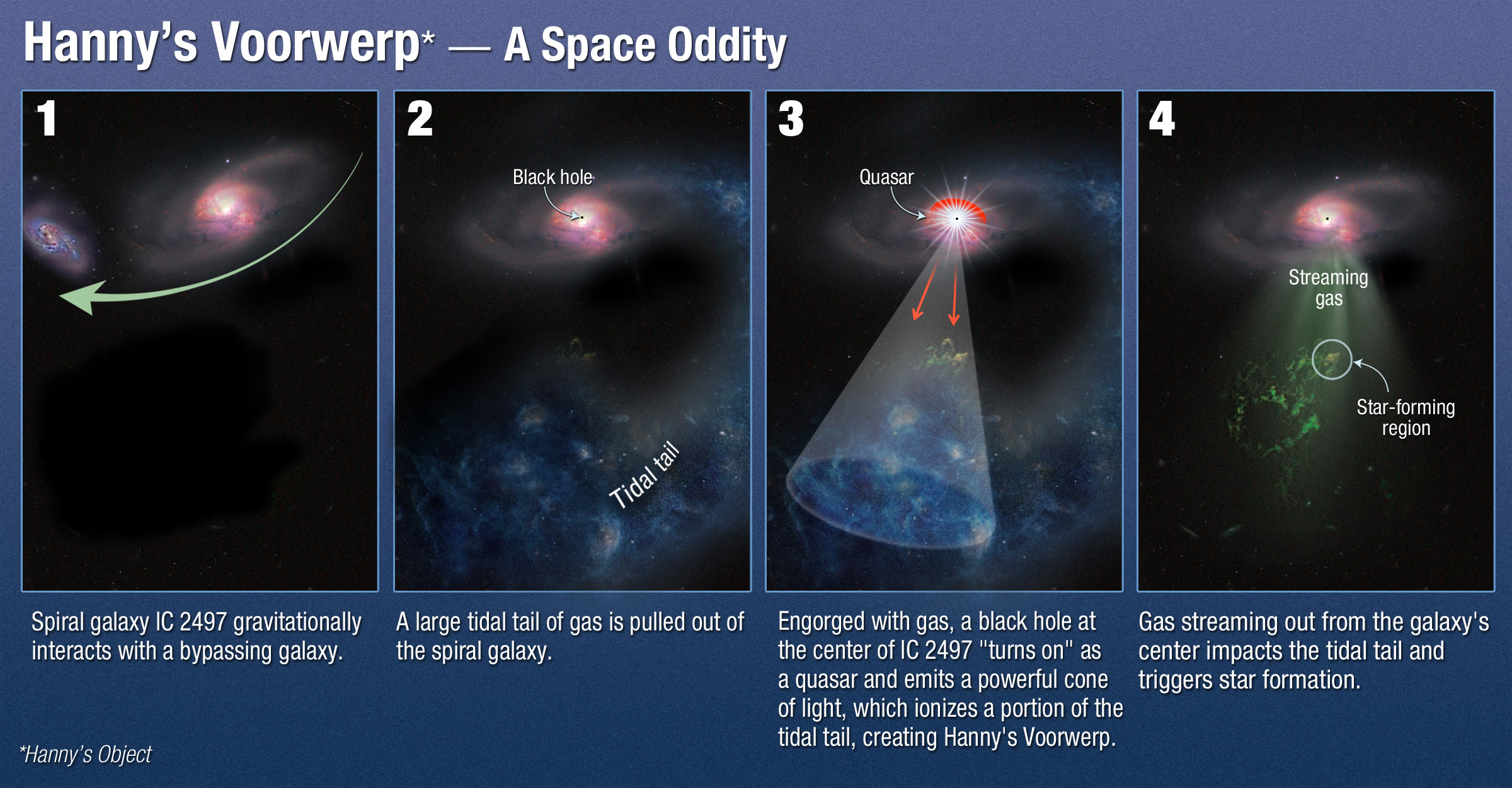

Zunächst entdeckte man in der Struktur keinerlei Sterne. Ein Bild des Objekts erschien auf der Webseite Astronomy Picture of the Day mit Daten, die von Dan Smith (Liverpool John Moores University), Peter Herbert und Chris Lintott (University of Hertfordshire) am 2,5 Meter Isaac Newton Telescope gemacht worden sind. Hanny's Voorwerp ist ungewöhnlich grün für ein astronomisches Objekt und besitzt einige Linien im Emissionsspektrum. Es befindet sich in einer Entfernung von 650 Millionen Lichtjahren.
In einer neuen Aufnahme des Hubble-Teleskops konnte ein Sternentstehungsgebiet in der dem Quasar IC 2497 zugewandten Seite entdeckt werden. Die Sterne entstehen in einem kleinen Gebiet durch die Kollision mit einem Gasstrom, der aus dem aktiven Zentrum von IC 2497 in Richtung von Hannys Voorwerp geschleudert wird. Das Leuchten von Hannys Voorwerp ist durch frühere aktive Phasen von IC 2497 zu erklären. Dabei hat ein Schwarzes Loch durch Akkretion große Mengen Licht abgestrahlt und damit Hannys Voorwerp zum Leuchten angeregt. Bei dem heutzutage sichtbaren Leuchten handelt es sich um ein Echo des ca. 100.000 Jahre zurückliegenden Ereignisses. Die grünliche Farbe ist leuchtendem Sauerstoff zuzuschreiben. Hannys Voorwerp ist Teil einer größeren Gasstruktur mit einer Ausdehnung von 300.000 Lichtjahren um IC 2497 herum.
Das elektromagnetische Spektrum zeigt, dass das Objekt heißes, hochionisiertes Gas enthält.

## Forschung
Derzeit sind das Objekt und die Nachbargalaxie Gegenstand aktiver astrophysikalischer Forschung. Beobachtungen von IC 2497 mit dem XMM-Newton- und Suzaku-Weltraumteleskop zur Erforschung des supermassiven Schwarzen Loches wurden genehmigt.